# Station Sosnowiec Porąbka
Station Sosnowiec Porąbka is een spoorwegstation in de Poolse plaats Sosnowiec. Vlakbij is er een aansluiting op tramlijn 27 van het regionaal tramnet.